# Александровка (Сеченовский район)
Алекса́ндровка — село в Сеченовском районе Нижегородской области России. Входит в состав Болтинского сельсовета.

## География
Село находится в юго-восточной части Нижегородской области, в зоне хвойно-широколиственных лесов, на берегах реки Медянки, на расстоянии приблизительно 12 километров (по прямой) к северо-западу от Сеченова, административного центра района.
Климат
Климат характеризуется как умеренно континентальный, с коротким тёплым летом и холодной продолжительной малоснежной зимой. Среднегодовая температура — 3,9 °C. Средняя температура воздуха самого тёплого месяца (июля) — 19 °C (абсолютный максимум — 38 °C); самого холодного (января) — −12 °C (абсолютный минимум — −44 °C).
Часовой пояс
Село Александровка, как и вся Нижегородская область, находится в часовой зоне МСК (московское время). Смещение применяемого времени относительно UTC составляет +3:00.

## История
В Александровке была православная церковь, богослужение в которой было прекращено в начале 1930-х годов. Впоследствии было принято решение по закрытию этого религиозного сооружения и переоборудованию её под сельский дом культуры.

## Население
| 2002 | 2010 |
| ---- | ---- |
| 267  | ↘199 |

Национальный состав
Согласно результатам переписи 2002 года, в национальной структуре населения русские составляли 98 % из 267 человек.